# Verfassung Albaniens
Die Verfassung der Republik Albanien (albanisch Kushtetuta e Republikës së Shqipërisë) ist seit dem 28. November 1998 in Kraft. Es ist die erste demokratische Verfassung Albaniens seit den 1920er Jahren.

## Verfassungsgeschichte

### Frühere Verfassungsgesetze
Als die Großmächte den deutschen Prinz Wilhelm zu Wied 1913 zum albanischen Fürsten prädestinierten, mussten auch grundlegende Fragen der Staatsorganisation geklärt werden. Unter Beachtung der Vorgaben der Signatarstaaten des Protokolls von Florenz, das die offizielle Anerkennung der albanischen Unabhängigkeit bedeutete, wurde Anfang 1914 in Durrës das sogenannte Organisationsstatut für Albanien ausgearbeitet. Dieses Dokument legte fest, dass Albanien eine konstitutionelle Monarchie sein sollte. Darüber hinaus wurden einige Grundsätze zur Regierung, über die Polizei und die Verwaltung aufgenommen. Das Organisationsstatut von 1914 ist weder parlamentarisch bestätigt worden, noch erlangte es praktische Bedeutung, da der wenig gefestigte Staat Albanien noch im selben Jahr de facto von der Landkarte verschwand und nach dem Ersten Weltkrieg faktisch neu begründet wurde.
Das erste Verfassungsgesetz hat 1920 der Kongress von Lushnja erlassen, der sich als provisorische Nationalversammlung konstituiert hatte, als Albanien nach Ende des Ersten Weltkriegs um die Formierung als Staat ebenso, wie um die Anerkennung seiner Unabhängigkeit ringen musste. Nach dem Tagungsort dieser Versammlung ist die provisorische Verfassung des Jahres 1920 als Statut von Lushnja in die Geschichte eingegangen.
Im Laufe der 1920er Jahre durchlebte Albanien eine Zeit politischer Instabilität mit schnell wechselnden Regierungen, die sich nicht gegen rivalisierende Stammesführer und andere mächtige Interessengruppen durchsetzen konnten. Ministerpräsident Fan Noli entwarf 1924 eine demokratische Ordnung für das Land, eine Verfassung brachte er während seiner kurzen Amtszeit nicht zustande, da seine Regierung durch einen Putsch Ahmet Zogus schon nach sechs Monaten gestürzt wurde. Zogu schuf sich mit Hilfe eines ihm ergebenen Parlaments eine Präsidialverfassung nach amerikanischen Vorbild: mit einem Zweikammersystem und einem Staatspräsidenten, der über sehr weitreichende Befugnisse verfügte. Als solcher regierte Zogu, bestätigt durch die Wahlen von 1925 zunehmend autoritär. 1928 ließ sich Zogu zum König ausrufen und das Parlament erließ die dazu passende Verfassung, welche Albanien formal zu einer konstitutionellen Monarchie machte, das Königreich Albanien. Die Albaner verstünden gar nicht, was eine Demokratie und ein Präsident seien, begründete Zogu die Umwandlung des Landes in eine Monarchie.
Für die politische Realität und die tatsächlichen Machtverhältnisse in Albanien waren Verfassungsgesetze von 1928 bis zur politischen Wende von 1991 bedeutungslos. Zuerst herrschte Zogu gestützt auf alte Clanstrukturen, dann folgte die italienische und die deutsche Besatzungszeit (1939–1944), schließlich übernahmen die Kommunisten Enver Hoxhas die Macht und errichteten ein stalinistisches Regime.
Am 2. Dezember 1945 veranstalteten die Kommunisten eine gelenkte Wahl zu einer verfassunggebenden Versammlung, welche am Beginn des folgenden Jahres die so genannte volksdemokratische Verfassung verabschiedete. Diese sah mit dem Kuvendi popullor (dt. Volksversammlung) zwar ein Parlament vor, die wesentlichen Entscheidungen wurden jedoch durch den Diktator Enver Hoxha und die Gremien der Partia e Punës e Shqipërisë gefällt. Alle nichtkommunistischen Parteien waren verboten. In der neuen Verfassung von 1976, die bis 1991 galt, wurde Albanien zur Sozialistischen Volksrepublik erklärt. Nach dem Ende der kommunistischen Diktatur konnte Albanien nur unter großen Schwierigkeiten eine neue demokratische Rechtsordnung etablieren.

### Entstehung der post-kommunistischen Verfassung
Aufgrund der politischen Spaltung des Landes in zwei nahezu gleich starke verfeindete Lager (Demokraten und Sozialisten) gelang es nach der antikommunistischen Revolution im Winter 1990/91 nicht, dem Land eine neue demokratische Verfassung zu geben. 1991 wurde nur ein unvollständiges Verfassungsgesetz erlassen, welches lediglich regelte, dass Albanien fortan eine parlamentarische Demokratie sein sollte. Viele Artikel der alten sozialistischen Verfassung von 1976 blieben jedoch weiterhin gültig. Nach den ersten pluralistischen Wahlen im März 1991, welche die Partia Socialiste als Nachfolgerin der alten kommunistischen Staatspartei noch gewann, verabschiedete das Parlament am 29. April 1991 eine Interimsverfassung, deren Regelungen nicht präzise genug und daher zum Teil missverständlich waren. Hinzu kam, dass diese Verfassung von einem Parlament verabschiedet wurde, dessen Wahl umstritten war und das die Wünsche der demokratischen Opposition kaum berücksichtigte.
Nach den Neuwahlen des Jahres 1992 kamen die Demokraten unter Sali Berisha an die Macht. Im Frühjahr 1993 wurde ein Gesetz über Grundfreiheiten und Menschenrechte erlassen, das die UNO-Menschenrechtskonventionen und die Bestimmungen der KSZE-Schlussakte in geltendes Recht umsetzte. Inzwischen hatte sich das politische System Albaniens auf der Grundlage der alten Verfassung und der verschiedenen Übergangsgesetze, zu denen auch die demokratische Parlamentsmehrheit einige weitere beigesteuert hatte, zu einer Präsidialrepublik entwickelt, ohne dass dafür konzise rechtliche Regelungen existierten. Ein Verfassungsentwurf Sali Berishas, der eine Staatsordnung nach US-amerikanischen Vorbild schaffen sollte, wurde im Herbst 1994 vom Volk nicht angenommen.
Nach landesweiten Unruhen im Winter 1996/97 musste die Regierung zurücktreten. Die oppositionellen Sozialisten siegten wenig später in den vorgezogenen Parlamentswahlen vom 29. Juni 1997. Mit Hilfe internationaler Experten arbeitete eine vom Parlament gewählte Kommission den Entwurf einer neuen Verfassung aus. Dieser wurde am 21. August 1998 im Parlament verabschiedet, am 22. November des gleichen Jahres durch eine Volksabstimmung angenommen und am 28. November 1998 durch Erlass des Präsidenten in Kraft gesetzt. Das Ergebnis des Referendums war umstritten. Bei einer Wahlbeteiligung von 50,57 % wurden 93 % Ja-Stimmen gezählt. Die niedrige Beteiligung resultierte aus dem Boykott-Aufruf der oppositionellen Demokraten. Es beteiligten sich daher vor allem Anhänger der Sozialisten und einiger kleinerer Parteien, die die Annahme der Verfassung empfohlen hatten. So erklärt sich auch die hohe Zustimmung.

## Inhalt der Verfassung
Die albanische Verfassung ist nach dem Vorbild der italienischen Verfassung und des deutschen Grundgesetzes entworfen. Insofern bedeutet sie eine Abkehr vom Präsidialsystem, das beide großen politischen Lager bis zur Krise von 1997 favorisiert hatten.
Nach der Präambel ist die Verfassung in 18 Abschnitte mit insgesamt 183 Artikeln gegliedert.

### Grundprinzipien und Menschenrechte
Im ersten Abschnitt (Grundprinzipien) wird Albanien als auf dem Prinzip der Volkssouveränität basierende parlamentarische Republik und als Rechtsstaat mit Gewaltenteilung definiert.
Die Republik wird weiter als laizistisch und marktwirtschaftlichen Prinzipien folgend charakterisiert. 
 Bemerkenswert ist Artikel 8 im Kapitel Grundprinzipien. Er verpflichtet den Staat zum Schutz der nationalen Rechte jener Albaner, die außerhalb der Staatsgrenzen leben. Diese Klausel bezieht sich auf den großen Teil des albanischen Volkes, der im Kosovo und in Mazedonien lebt, was zu Befürchtungen Anlass gab, die Republik könne sich in die Angelegenheiten anderer Staaten einmischen. Konkrete Folgen hatte Artikel 8 aber bisher nicht und vergleichbare Sätze finden sich auch in den Verfassungen anderer Balkanstaaten und Ungarns.
Der zweite Abschnitt ist den Menschenrechten sowie den politischen und sozialen Rechten der Staatsbürger gewidmet (zum Beispiel der Religionsfreiheit). Der Rechtskatalog entspricht dem, was in den meisten europäischen Demokratien üblich ist. Dabei ist der Teil der sozialen Rechte ziemlich umfangreich, doch gerade in diesem Bereich ist die Differenz zwischen Anspruch und Wirklichkeit groß.
Artikel 60–63 legen die Rolle und die Rechte des Volksanwalts als Verteidiger der Individualrechte fest.

### Staatsorganisation
Die Abschnitte 3–5 definieren Wahl, Rechte, Pflichten und Zuständigkeiten der obersten Staatsorgane: Parlament, Staatspräsident und Regierung. 

Alleiniger Gesetzgeber ist das Parlament (Kuvendi i Shqipërisë), das auch den Präsidenten wählt. Dessen Rolle ist verglichen mit dem deutschen Bundespräsidenten stärker. Das albanische Staatsoberhaupt ist Oberbefehlshaber der Streitkräfte, Vorsitzender des Justizrates und er ernennt die Verfassungsrichter, die Richter am Obersten Gericht sowie den Generalstaatsanwalt. Auch bei der Regierungsbildung hat der Präsident Mitwirkungsrechte; er ist dabei aber an den Vorschlag der Parlamentsmehrheit gebunden.
Er kann – einmal gewählt – nicht abgesetzt, wohl aber unter bestimmten Umständen (Verfassungsbruchs, Verbrechen oder Amtsunfähigkeit) von einer Zweidrittelmehrheit des Parlaments seines Amtes enthoben werden. Der Ministerpräsident und seine Regierung sind nur dem Parlament gegenüber verantwortlich.
Abschnitt 6 regelt grundlegend die Organisation der Lokalverwaltung, die aus Gemeinden und diesen übergeordneten Regionen (alb. Qarqe) aufgebaut ist. Erstmals wird in der Verfassung von 1998 für Albanien Kommunalautonomie eingeführt, die aber nicht sehr weitreichend ist, was jedoch durch einzelne Gesetze geregelt ist. Die Qark-Räte sowie Kommunalbehörden werden durch einen Präfekten beaufsichtigt, den die Regierung ernennt.
In den Abschnitten 7–10 sind Bestimmungen zur Judikative enthalten. Abschnitt 8 ist dabei
dem Verfassungsgericht gewidmet, das nach dem Vorbild des deutschen Bundesverfassungsgerichts organisiert wurde.
Abschnitt 11 setzt die Regeln für Volksabstimmungen fest. Bedeutend für Albanien sind die Bestimmungen über die Zentrale Wahlkommission im Abschnitt 12, gab und gibt die Durchführung von Wahlen doch immer wieder Anlass zu erbittertem Streit zwischen den politischen Parteien. Zusammen mit den entsprechenden Begleitgesetzen schufen die betreffenden Artikel 153 und 154 nun mehr Rechtssicherheit.
Abschnitt 13 und 14 befassen sich mit den Staatsfinanzen und deren Kontrolle durch einen Rechnungshof. Es folgt dann ein Abschnitt zum Militär und den Abschluss bilden Bestimmungen zur Verhängung des Ausnahmezustands in Kriegs- und Friedenszeiten und zu den Bedingungen, unter denen die Verfassung revidiert werden kann.

### Verfassungstexte
- Text der albanischen Verfassung:
  - albanisch (PDF; 580 kB)
  - englisch (PDF; 440 kB)
- Albanische Übergangsverfassung von 1991 (englisch)
- Albanische Verfassung von 1976 (englisch)

### Sonstige Links
- Lars Haefner: Herbst 1998. In: newsletter Albanien. (u. a. zur Entstehung der Verfassung von 1998)